# Cantón de Piney
El cantón de Piney era una división administrativa francesa, que estaba situada en el departamento de Aube y la región de Champaña-Ardenas.

## Composición
El cantón estaba formado por once comunas:
- Assencières
- Bouy-Luxembourg
- Brévonnes
- Dosches
- Géraudot
- Luyères
- Mesnil-Sellières
- Onjon
- Piney
- Rouilly-Sacey
- Val-d'Auzon

## Supresión del cantón de Piney
En aplicación del Decreto n.º 2014-216 de 21 de febrero de 2014, el cantón de Piney fue suprimido el 22 de marzo de 2015 y sus 11 comunas pasaron a formar parte; diez del nuevo cantón de Brienne-le-Château y una del nuevo cantón de Arcis-sur-Aube.